# Hamster de Roumanie
Mesocricetus newtoni
Pour les articles homonymes, voir Hamster (homonymie).
Espèce
Statut de conservation UICN

 NT  : Quasi menacé
Le Hamster de Roumanie ou Hamster de Newton (Mesocricetus newtoni), est une espèce de Hamsters de la famille des Cricetidae. Il est aussi appelé Hamster roumain, Hamster de la Dobroudja ou Hamster doré de Roumanie

## Habitat d'origine
On le retrouve uniquement à l'est du Danube; dans le sud-est de la Roumanie et le nord de la Bulgarie.